# Phaecasiophora pertexta
Phaecasiophora pertexta es una especie de polilla perteneciente al género Phaecasiophora, categorizada en la tribu Olethreutini, de la subfamilia Olethreutinae.

## Distribución
Se distribuye por Asia: en India, en el estado de Sikkim.

## Taxonomía
Fue descrita por Meyrick en 1920. La especie se encuentra registrada y publicada en Exotic microlepidoptera 2: 351.